# Rhaphidophora
Rhaphidophora es un género con 188 especies de plantas con flores perteneciente a la familia Araceae. Es originario del África tropical hasta el oeste del Pacífico.

## Descripción
Este es un género de hoja perenne, robusto, de plantas trepadoras.  Las flores son bisexuales, que carecen de perigonio.  La espata se elimina después de la floración.  El número de óvulos, ocho o más, se superponen en dos (raramente tres) placentas parietales del ovario.  Las flores producen muchas semillas directamente, son elipsoides con una capa externa frágil y suave (testa).
Estas son epifitas, plantas capaz de iniciar la vida como una semilla con el envío de las raíces a la tierra, o principiar como una planta terrestre que trepa a un árbol y luego envía de vuelta las raíces del suelo. En casos raros es una planta terrestre rheofitica (resistente a las inundaciones).
Las hojas son pinnadas a pinnatisectas (corte con lóbulo contrario de profundidad).  La nervadura de la hoja es paralelo (con venas que corren paralelas a la longitud de la hoja), pinnadas.

## Taxonomía
El género fue descrito por Justus Carl Hasskarl y publicado en Cat. Horto Bogor. 58. 1844.

## Especies seleccionadas
- Rhaphidophora africana N.E.Br.
- Rhaphidophora falcata Ridl.
- Rhaphidophora pertusa (Roxb.) Schott, denominada abalazo[3] en Colombia, de fruto comestible
- Rhaphidophora philippinensis Engl. & K.Krause
- Rhaphidophora spuria (Schott) Nicolson